# Слобожан, Давид Яковлевич
Давид Яковлевич Слобожан (25 июня (8 июля) 1904 — 4 ноября 1973) — советский военачальник, генерал-лейтенант авиации (1953).

## Биография
По документам украинец. Родился Давид Яковлевич Слобожан в 1904 году, в селе Корсунь.В 1916 году окончил начальную железнодорожную школу в Запорожье, в 1927 году — рабфак при Харьковском медицинском институте.
В сентябре 1927 года добровольцем вступил в РККА. В 1928 году окончил Военно-теоретическую школу лётчиков (Ленинград), в 1929 году — 2-ю Военную школу лётчиков имени Осоавиахима в Борисоглебске. С ноября 1929 года служил в 46-й лёгкобомбардировочной эскадрилье ВВС Северо-Кавказского военного округа (Ростов-на-Дону): младший лётчик, старший лётчик, командир звена, командир авиаотряда. В 1932 году окончил Курсы усовершенствования по технике пилотирования при 1-й военной школе летчиков имени А.Ф. Мясникова (Кача). С марта 1933 года по январь 1935 года командовал тренировочным отрядом 1-го батальона особого назначения. В 1935 году окончил Высшую лётно-тактическую школу ВВС РККА в Липецке. 
С марта 1936 года служил на Дальнем Востоке: командир-военком 51-й крейсерской авиационной эскадрильи ВВС Особой Краснознамённой Дальневосточной армии, с июня 1938 г. врид командира 57-й авиационной бригады, с августа 1938 г. — командир 14-го дальнебомбардировочного авиационного полка 5-й авиационной бригады ВВС 1-й Отдельной Краснознамённой армии. Полк был признан лучшим бомбардировочным авиаполком во всей армии. 11 ноября 1940 года был назначен командиром 53-й дальне-бомбардировочной авиационной дивизии (Дальневосточный фронт), которая базировалась в городе Комсомольск-на-Амуре.
В начале Великой Отечественной войны на той же должности. В сентябре 1942 года назначен заместителем командующего 10-й воздушной армии Дальневосточного фронта. Дважды стажировался в действующей армии: в январе-феврале 1942 года — в частях Авиации дальнего действия, в марте-апреле 1943 года — в 8-й воздушной армии (Южный фронт). Летал на 5 типах советских бомбардировщиков (к 1943 г.). 
С 16 сентября 1944 года — врид командующего 10-й воздушной армией, с 19 мая 1945 года — заместитель командующего этой армией.
Во время Советско-японской войны в августе 1945 года на той же должности участвовал в Маньчжурской операции в составе 2-го Дальневосточного фронта на фуцзинь-харбинском направлении, затем в Южно-Сахалинской операции.
После войны на той же должности, с декабря 1946 года по март 1949 года — командующий 9-й воздушной армии (в феврале 1949 года была преобразована в 54-ю воздушную армию), в 1950 году окончил Высшие академические курсы при Военно-воздушной академии имени Жуковского, с июня 1950 года — командующий 37-й воздушной армии, с января 1953 года — командующий 57-й воздушной армии. В январе 1954 года был снят с должности за недостатки в работе и назначен помощником командующего 48-й воздушной армии. С июня 1954 года по сентябрь 1955 года —  командующий 59-й воздушной армии, с декабря 1955 года — командующий ВВС Уральского военного округа. В ноябре 1961 года вышел в отставку по болезни.
Жил Давид Яковлевич Слобожан в Одессе, где и умер в 1973 году. Похоронен в Одессе на Втором Христианском кладбище (участок 17)..

## Воинские звания
- полковник
- генерал-майор авиации — 08.09.1945
- генерал-лейтенант авиации — 03.08.1953

## Награды
- Орден Ленина (13.06.1952)[3]
- Орден Красного Знамени (6.11.1947)
- Орден Суворова 2-й степени (27.08.1945)
- два ордена Красной Звезды (22.02.1943, 03.11.1944)
- Орден «Знак Почёта» (22.02.1941, за успехи в боевой подготовке)
- медали

## Документы
- Общедоступный электронный банк документов «Подвиг Народа в Великой Отечественной войне 1941—1945 гг.» Архивировано 13 марта 2012 года. № в базе данных 29741528. Архивировано 9 апреля 2013 года., 10859575. Архивировано 9 апреля 2013 года.